# Siphonophora duschman
Siphonophora duschman är en mångfotingart som beskrevs av Sergei I. Golovatch 1991. Siphonophora duschman ingår i släktet Siphonophora och familjen Siphonophoridae. Inga underarter finns listade i Catalogue of Life.